# 原田皐月
原田 皐月（はらだ さつき、1887年（明治20年）5月1日 - 1933年（昭和8年）11月7日）は、大正期の小説家。旧姓は安田（離婚により晩年には再び安田に戻った）。月刊誌「青鞜」の社員であった。

## 生涯
1887年（明治20年）、 新潟県古志郡長岡町にて、父・安田修蔵と、母・タキの間に、長女として生れる。戸籍名はサツキ。5月1日生れなので皐月になったと言われ、長兄・柾（まさき）（正月十八日生れ）、次兄・十二（十二月十二日生れ）、三兄・三木（三月十八日生れ）、妹・喜夜生（七月廿日生れ）と、兄妹全員が生れた日付に因んだ命名であった。また、男子3人は先妻の子、女子2人はタキの子であった。柾が日本郵船に入社してのち、修蔵は隠退し、一家は東京へと移住する。
1900年（明治33年）、東京府立第一高等女学校に入学。成績は優秀で、在学中から文学少女として知られた。
1905年（明治38年）に卒業するが、その前後に結核性腹膜炎を発病し、その治療に当った医師の簡野松太郎と恋愛し婚約する。しかし病のため簡野家から結婚を許されなかった。手術を終えた皐月は、療養のため父母と共に千葉県夷隅郡大原町に移る。
1912年（明治45年）2月、既に社員であった木内錠子の紹介で「青鞜」へ入社。「さよなら」「八時間」などの小説を発表していった。
1914年（大正3年）9月27日、小石川白山前町38に「水菓子屋サツキ」を開店。飲食もできるフルーツパーラー風の店で、「十二月の冷たい／＼風が吹きます昼、下駄の歯がカラ／＼鳴ります夜、粋なお神さんは、熱い熱い紅茶をわかしてお客様をお待ちしてゐます。本場のおみかんや林檎を召し上がつて油絵をご覧になりながらいい香りのセイロンのお茶をすすりにお出下さいまし、寒い／＼日に――。」と、「青鞜」に掲載された。ただしこの水菓子屋は、理由は不詳ながら同年12月8日には閉店した。
12月、9月号に掲載された生田花世の「食べることと貞操と」という投稿に対して、「生きることと貞操と」を投稿。花世の主張は「女の独立の生計が（困難な）今の日本の社会」で「食べるために、自分一個の操のことは第二義的な要求である」というもので、皐月は「『自分一個の操の事』を考へないで何処に生活があるのだらう。生きると云ふ事は第一義の外にあるべき筈がない。」「飢えて死んでも私は私を生かさないでは置かない。私は私を生かす為に生きて居る。只其為に生きて居る。」と反論した。このことが「貞操論争」を巻き起した。
1915年（大正4年）1月、貞操論争の少し前から恋愛関係にあった、音楽家の原田潤と結婚（入籍は6月8日）。やがて妊娠するが、妊娠中に見た夢をヒントにして書き、6月号に発表した小説「獄中の女より男に」が堕胎を肯定しているとして問題となり、「堕胎論争」の契機となった上、「青鞜」は3度目の発禁となった。8月6日、長男・稔が生れる。
1916年（大正5年）9月、原田が宝塚少女歌劇団養成会の音楽教師になることとなり、宝塚に家族と共に転居。1917年（大正6年）6月8日には、次男・収が生れるが、翌年疫痢の後遺症により、脳に障碍を持つこととなる。
1925年（大正14年）秋頃、原田は音楽教師を辞し、再び東京へと帰る。小田急小田原線の登戸に住み始めた頃から皐月は洋裁を始め、世田谷の祖師谷に移転してのち、「ブラン・シャルダーン（白い薊）」という名の洋裁店を開いた。原田は成城学園の非常勤講師を務める。
1932年（昭和7年）、祖師谷に移転して間もない頃から別居生活に入っていた原田と離婚。皐月が稔を、原田が収を引取った。皐月は小田急小田原線の参宮橋に転居し、洋裁の仕事に精を出すが、ミシンの踏み過ぎでかつての病、結核が再発。伝える人があって簡野医院へと入院したが、やがて簡野の妻の知るところとなり、皐月は病が癒えぬまま退院を余儀なくされた。簡野の世話で新宿区大久保に部屋を借りたが、生活苦と病苦とに追い詰められていった。平塚らいてうに「私もう駄目なんですの、お暇に一度いらしてください」との葉書も送っていたが、らいてうはその頃、随筆集「雲・草・人」の出版準備に忙しく、行くことができなかった。のちにらいてうは「友達の遺書」という随筆で、「すぐにも見舞わなかった自分の友達がいなさが、今更責められ、悔いられた」と記している。
1933年（昭和8年）11月6日夜、皐月はらいてうへ宛てた小包（実印、鍵、遺書）を投函し、大久保の自宅を出る。そして「広島市材木町金物商藤原さき」との名前で箱根湯本の大和屋に宿泊し、7日夜、睡眠薬で自殺した。46歳であった。
らいてうによると、皐月の遺書には、「私は今日まで正味のまま生活にぶつかってきたのですから、我儘ですみませんがこの辺で隠退させて貰います」「私もいろいろ考えてみましたのよ、でも穴のあいたお椀で大海に漕ぎ出そうとするようなもので、どうにもなりませんの、親類、縁者、同情者などを頼りまわってみようかとさえちょっとは思いましたわ、またあなたに相談にいこうかとも思ったんですが、自分に方法がないこと、あなたにおありになりようもないと思ってやめましたの」とあったという。らいてうは「自分のことは自分で最後まで責任を負いとおさなければ承知ができないものがいつも友を苦しめていた。人に苦しみを率直に訴えること、相談すること、同情されることなど、みな嫌いであった。人の親切を無条件に感謝して受けることなどとてもできなかった」「彼女は我と我が心で身内や友達や社会との間の障壁をますます高いものにし、一歩一歩と狭苦しいほら穴の中に落ち込んで、どっちを向いても突き当ってしまったのである」と記した。
遺体は1か月ほど身元不明のまま埋葬されていたが、後に皐月であることが判明し、柾と稔によって引取られ、長岡市の安田家墓地に埋葬された。

## 著書
- 満月会編「満月集（第2巻）婦人問題の諸相」（帝国講学会、1925年） - 「女性の職責と経済的独立」を収録。
- 岩田ななつ編「青鞜文学集」（不二出版、2004年） - 「獄中の女より男に」を収録。